# Sami Eleraky
Sami Eissa Eleraky (født 30. maj 1993, København) er professionel basketballspiller som center for spanske Real Canoe NC-herrehold.

## Sportskarriere
I 2007 startede Sami i 9220 basketballklub i Aalborg Øst.